# Monument des fusillés de Tavannes
Le Monument des Fusillés de Tavannes, situé sur le territoire de la commune de Vaux-devant-Damloup (Meuse) commémore le massacre de 15 résistants français, un belge et un inconnu. Ces hommes courageux furent tués à l'aube du 31 août 1944.

## Site
Le monument des fusillés de Tavannes est situé sur la Route nationale 913a, dans la Meuse, en France. Il dépend du village de Vaux-devant-Damloup, où se trouve aussi le Fort de Vaux. Pour voir le monument, il faut descendre à l'entrée du ravin du Bois de la Laufée. Ce monument est élevé devant le charnier où furent retrouvés, en 22 décembre 1944 près de l'entrée nord du tunnel de Tavannes, les corps mutilés de 16 patriotes résistants, massacrés par la Gestapo. Parmi ces corps, se trouvaient quinze Français, dont un inconnu, et un Belge. Une plaque porte les noms de ces hommes courageux qui tombèrent en héros, face aux Allemands.

## Découverte du drame
Nous citons :
Le 22 décembre 1944, M. Scherrer, chef de canton à la SNCF, circulant sur le chemin qui, partant de la sortie du tunnel de Tavannes, aboutit à la route du fort de Vaux au point le plus creux, eut son attention attirée par une forte odeur de chair putréfiée qui semblait provenir d'une petite sablière en bordure du chemin. En grattant le sol, il vit un bras décharné et se rendit bientôt compte que plusieurs corps étaient là. Il prévint la gendarmerie. Les autorités firent le nécessaire et on découvrit seize cadavres masculins portant chacun la trace d'une balle dans la tête. Ils furent transportés à Verdun et déposés dans un local du service des Sépultures Militaires en vue de leur identification. Il devint vite évident qu'il s'agissait d'un crime de la Gestapo qui, à l'approche des libérateurs avait emmené précipitamment ce groupe d'hommes enfermés à la prison de Verdun et les avait lâchement assassinés, sans jugement, dans le coin reculé d'une forêt.

## Les victimes
Treize corps ont été identifiés rapidement. Il s'agissait d'habitants de la région dont deux prêtres.
En octobre 1945, une mission belge devait reconnaître en l'un des trois corps restés inconnus François De Kinder, héros de la Résistance, beau-frère d'Hubert Pierlot, Premier Ministre de Belgique. Ce résistant fut arrêté à Paris par la Gestapo et fut conduit à Fresnes puis à Verdun où il arriva au début août. Il fut emmené avec les autres victimes.
Un deuxième inconnu fut identifié, le 3e est resté anonyme. Il sera inhumé à l'entrée du cimetière national du Faubourg-Pavé.

## Reconstitution du drame
Le 22 décembre 1944, près de l'entrée nord du tunnel, on découvre une fosse commune contenant les corps de 16 hommes exécutés par la Gestapo lors de leur retraite vers l'Allemagne. On n'a pu identifier à ce jour les coupables de ce crime. Les Allemands abandonnent Verdun le 31 août 1944. Dans leur fuite, ils feront couler le sang français.
Le responsable de la Gestapo en France, Helmut Knochen a pourtant couvert ces assassinats multiples et été condamné à mort. Sa peine a ensuite été commuée en 20 ans de prison.